# La riforma letteraria

Giacomo Noventa, direttore con Carocci della Riforma letteraria

Rivista mensile fondata a Firenze nel 1936 (il primo numero è del 1º novembre), La riforma letteraria  è diretta dallo scrittore e giornalista fiorentino Alberto Carocci e dal poeta e saggista  veneto Giacomo Noventa La rivista che, oltre allo specifico campo letterario, tratta anche temi culturali e politici, ha origine dai dissensi che si erano sviluppati all'interno della redazione di Solaria, un altro periodico letterario che lo stesso Carocci aveva fondato nel 1926, e che avevano portato alla cessazione delle pubblicazioni. Inizialmente La riforma letteraria viene stampata dalla medesima casa editrice di Solaria, la fiorentina F.lli Parenti poi,con il fascicolo di settembre-dicembre 1937, si fa riferimento alle Edizioni della Riforma Letteraria.
La rivista, per quanto possibile e rifacendosi alla precedente esperienza di Solaria, vuole essere culturalmente critica verso il fascismo, ma sin dal primo numero ospita un articolo di Giuseppe Bottai, esponente di primo piano del regime, e commenta favorevolmente le vicende della guerra etiopica. Dà spazio, però, a giovani intellettuali lontani dal regime, come lo storico Giorgio Spini e gli scrittori e critici letterari Mario Soldati, Raffaello Ramat, Franco Fortini e Geno Pampaloni.
Nel campo più propriamente letterario, massimamente per impulso di Noventa, è critica verso la poesia ermetica fiorentina.
La riforma letteraria, sin dai primi numeri, ha una periodicità irregolare e chiude definitivamente nel 1939, con il fascicolo che porta il numero 31-33, relativo ai mesi di luglio-agosto-settembre.
Lo stesso Carocci, nel 1941, con la collaborazione di Raffaello Ramat, fonderà ancora un terzo periodico letterario, il mensile Argomenti che però, a causa del carattere antifascista che lo caratterizza, cesserà le pubblicazioni dopo soli nove numeri.